# Ragnar Ekberg
O. Ragnar Ekberg, född 12 augusti 1886, död 5 april 1966, var en svensk friidrottare (stående längdhopp och stående höjdhopp). Han vann SM-guld i stående längdhopp åren 1908 till 1911 samt i stående höjdhopp år 1908. Han tävlade för Hammarby IF år 1908 och därefter för AIK. Han deltog i stående längdhopp vid OS 1908 och kom där femma på 3,19 meter. Vid OS 1912 kom han på trettonde plats i stående längdhopp (resultat 3,03 meter). 1912 deltog han även på 100 meter men blev utslagen i försöken.